# Akira (película planificada)
Akira es una propuesta de película de acción cyberpunk estadounidense basada en el manga japonés homónimo de Katsuhiro Otomo,  estaba destinada a ser la segunda adaptación cinematográfica después de la versión anime de 1988 . La película iba a ser dirigida por Taika Waititi, a partir del guion que coescribió con Michael Golamco. Warner Bros. Pictures, que tenía los derechos de una adaptación de la versión de acción real del manga desde 2002, ha luchado repetidamente para que la producción despegue debido a diversas preocupaciones, dejando el proyecto en un infierno de desarrollo . En 2017, se anunció que Waititi dirigiría y coescribiría el guion. La producción comenzaría en 2019 y su lanzamiento estaba previsto para 2021. Sin embargo, justo antes de la producción, Waititi dejó el proyecto para dirigir Thor: Love and Thunder (2022), retrasando el proyecto indefinidamente y poniéndolo nuevamente en el infierno del desarrollo. En abril de 2023, Waititi declaró que su objetivo es comenzar a trabajar en la película nuevamente.

## Premisa
Un proyecto militar secreto pone en peligro a Neo-Tokio cuando convierte a un miembro de una banda de motociclistas en un psicópata psíquico arrasador que sólo dos adolescentes y un grupo de psíquicos pueden detener. 

## Producción

### Intentos anteriores
En la década de 1990, Sony Pictures obtuvo los derechos de la serie manga de Katsuhiro Otomo, Akira, con la intención de crear una adaptación de acción real, tras el estreno de la película de anime de 1988, pero finalmente fue cancelada debido a temas de presupuesto.  En 2002, Warner Bros. adquirió los derechos para crear una nueva versión de acción real de Akira por un acuerdo de siete cifras.   Sin embargo, el proyecto ha sufrido varios intentos fallidos de producirlo y con frecuencia se considera que ha estado en un infierno de desarrollo .  A lo largo de su turbulento desarrollo, se han contratado al menos cinco director y diez escritores distintos.   Según se informa, los directores tuvieron cierta libertad con el proyecto; Según el escritor Gary Whitta, que había escrito un primer borrador del guion, les comentaron que Otomo había dado instrucciones a quienes trabajaban en la película "básicamente para que no tuvieran miedo de cambiar las cosas, que quería ver una interpretación original y diferente, no simplemente una nueva versión".  En una entrevista de junio de 2017, Otomo dijo que "básicamente había terminado con Akira " como manga, y que "si alguien quiere hacer algo nuevo con Akira, estaba de acuerdo con eso". 
IGN concluyó que los problemas a largo plazo con la producción de la película de acción real provinieron principalmente de dos áreas. En primer lugar, ha existido el temor al blanqueo o al control racial, eligiendo a actores estadounidenses u otros occidentales en lugar de japoneses, lo que con frecuencia ha salido a la luz cuando se ha informado que dichos actores están siendo considerados para estos papeles. En segundo lugar, Akirano se considera una historia que sea fácil de trasladar fuera de Japón, debido a la fuerte influencia en la historia original del papel de Japón en la Segunda Guerra Mundial, incluidos los bombardeos atómicos de Japón y su propia Unidad 731 .  Los intentos de occidentalizarlo más para atraer al público estadounidense, como utilizar los ataques del 11 de septiembre como parte de los acontecimientos preparatorios en lugar de los bombardeos atómicos, requirieron cambios fundamentales en la historia, que posteriormente han generado muchas críticas. 
Poco después de que Warner Bros. adquiriera los derechos, Stephen Norrington estaba programado para dirigir, junto con James Robinson, escribiendo el guion y Dan Lin como productor.   Norrington había planeado hacer que su adaptación fuera más atractiva para el público occidental. Su versión también habría convertido a Kaneda y Tetsuo en hermanos. Sin embargo, tras el fracaso comercial de The League of Extraordinary Gentlemen en 2003 (en la que también colaboraron Norrington y Robinson), el proyecto quedó en pausa. 
El director Ruairi Robinson anunció en 2008 que se asociaría con Whitta para adaptar el manga a imagen real, con el plan de dividirlo en dos películas, y que la primera se completaría y estrenaría en 2009. El productor Andrew Lazar dijo que la primera película cubriría los volúmenes 1 al 3 del manga, y el resto se cubriría en la segunda película.  Whitta, en una entrevista de 2015, dijo que la historia habría tenido lugar en un Manhattan futurista de propiedad japonesa, cambiando el nombre de la región a Nuevo Tokio. Esto les habría permitido utilizar una mezcla de culturas y actores occidentales y asiáticos para evitar preocupaciones de que estuvieran blanqueando el proyecto.   Robinson abandonó el proyecto en 2009 y fue reemplazado por los directores Allen y Albert Hughes, aunque posteriormente Allen lo abandonaría en 2011. Usaron el guion de Whitta, con reescrituras adicionales de Mark Fergus y Hawk Ostby, con planes de apuntar a una clasificación PG-13 .  Alrededor de 2011, se filtró en línea una versión del guion de Akira ; Aunque no estaba claro si era el borrador de Whitta o Fergus/Ostby, los guiones fueron criticados por desviarse significativamente del material original en varias formas, según IGN, como convertir a Akira en un "niño psicótico, asesino y espeluznante", la inclusión de heavy- entregó referencias a los ataques del 11 de septiembre y personajes escritos de manera misógina.  Por esta misma época, las convocatorias de casting para la película dieron lugar a acusaciones de blanqueo. Poco después de estos hechos, Hughes abandonó el proyecto, citando "diferencias creativas amistosas". En julio de 2011, Jaume Collet-Serra fue contratado para dirigir, y Steve Kloves realizó el trabajo de revisión de un borrador del guionista Albert Torres.  La película recibió luz verde en octubre de 2011 y se prevé que el rodaje comience en febrero o marzo de 2012. 

En enero de 2012, mientras la producción se preparaba para comenzar en Vancouver, Warner Bros. detuvo la producción, citando problemas con el reparto, el guion y el presupuesto.  Collet-Serra dejaría la película durante este tiempo, pero regresaría en agosto de 2013.  Detalló su visión de la película en febrero de 2014, afirmando que sería respetuosa con el material original, pero aún tendría diferencias.   Dante Harper sería contratado para escribir un nuevo borrador del guion en 2014.  Sin embargo, en marzo de 2015, Collett-Serra declaró que no se habían realizado más avances sobre la película.  En julio de ese año, contrataron a Marco Ramírez para reescribir el guion.  Después de que Collett-Serra abandonara una vez más el proyecto, Warner Bros. le ofreció a George Miller la oportunidad de dirigir la película, pero él la rechazó debido a compromisos con otros proyectos.  También se informó que el estudio estaba en conversaciones con Justin Lin para dirigir la película.  A Jordan Peele se le ofreció la oportunidad de dirigir, pero la rechazó. 

### Desarrollo
En septiembre de 2017, se anunció que el director Taika Waititi estaba en conversaciones para dirigir la nueva versión.  Afirmó su intención de elegir a adolescentes asiático-estadounidenses para interpretar los papeles principales, para evitar preocupaciones sobre el blanqueo, y prefirió actores menos conocidos para los papeles. También tenía la intención de adaptar el manga original de seis volúmenes en lugar de adaptar directamente la película de anime. En mayo de 2019, se confirmó oficialmente que Waititi dirigiría la película y coescribiría el guion con Michael Golamco, con fecha de estreno el 21 de mayo de 2021.   Estaba previsto que el rodaje comenzara en California en julio de 2019.  Sin embargo, cuando se anunció que Waititi dirigiría thor: Love and Thunder , abandonó Akira, dejando una vez más el proyecto en suspenso.  Waititi le dijo a IGN en octubre de 2019 que todavía está comprometido con Akira una vez que se complete su compromiso con Thor .  Warner Bros. finalmente eliminó a Akira de su calendario de lanzamientos para diciembre de 2019, reemplazando la fecha de mayo de 2021 con The Matrix Resurrections .  En una entrevista en febrero de 2020, Waititi dijo que Thor había provocado que Akira fuera expulsado al menos dos años y que no estaba seguro de si seguiría involucrado.  En agosto de 2021, Waititi volvió a confirmar que todavía tenía la intención de hacer la película.  

### Casting
Se han considerado varios actores para roles principales a lo largo del desarrollo del proyecto. En mayo de 2011, Andrew Garfield, Robert Pattinson y Michael Fassbender fueron elegidos para el papel de Tetsuo, mientras que Garrett Hedlund, Fassbender, Chris Pine, Justin Timberlake y Joaquin Phoenix estaban siendo considerados para el papel de Kaneda. Keanu Reeves también estaba siendo cortejado para protagonizar.  A Gary Oldman y Helena Bonham Carter se les ofrecieron los papeles de El Coronel y Lady Miyako, respectivamente.  En noviembre, Hedlund había iniciado negociaciones para interpretar a Kaneda y a Kristen Stewart le habían ofrecido el papel de Ky Reed. Oldman rechazó su oferta y se acercó a Ken Watanabe para reemplazarlo. Se informó que Paul Dano y Michael Pitt estaban haciendo pruebas para el papel de Kaneda, y también se acercó a Keira Knightley para un papel antes de que se detuviera la producción.   

## Realización
Akira será estrenada en cines en los Estados Unidos por Warner Bros. Pictures. Inicialmente estaba previsto que se estrenara el 21 de mayo de 2021, pero se retrasó indefinidamente cinco meses después de que Waititi abandonara el proyecto.   